# Julien Samyn
Julien Samyn, né le 3 janvier 1890 à Halluin et mort le 1er avril 1968 à 	Tourcoing, est un coureur cycliste belge, professionnel de 1913 à 1924.

## Palmarès
- 1913
  - Lille-Blankenberge[2]
  - 2e du Circuit minier et métallurgique du Nord
- 1919
  - 2e du Circuit minier et métallurgique du Nord
- 1922
  - Tourcoing-Dunkerque-Tourcoing
- 1923
  - 2e de Tourcoing-Dunkerque-Tourcoing
  - 2e de Paris-Lille

## Résultats sur le Tour de France
2 participations
- 1920 : abandon à la 2e étape[3]
- 1921 : non partant à la 2e étape[4]